# Disneyland Paris
Disneyland Paris, eerder Euro Disney Resort, Euro Disneyland Paris en Disneyland Resort Paris geheten, is een attractiepark- en recreatiecomplex gevestigd in de Franse gemeente Chessy, in het departement Seine-et-Marne. Het park ligt ongeveer 30 kilometer ten oosten van het centrum van de hoofdstad Parijs.
Het grootste gedeelte van het complex ligt in de gemeente Chessy en een kleiner gedeelte in de gemeente Coupvray, beide onderdelen van de ville nouvelle (nieuwe stad) Marne-la-Vallée. Disneyland Paris is het vierde Disney-resort ter wereld en bestaat uit diverse onderdelen: twee themaparken (Disneyland Park en het Walt Disney Studios Park), het uitgaansgebied Disney Village, een golfresort, zes Disney Hotels, twee Disney Nature Resorts en een aantal partnerhotels. Alle onderdelen zijn onderling verbonden met een uitgebreid wegennet en diverse gratis buslijnen. Jaarlijks heeft Disneyland Paris het hoogste bezoekersaantal onder de attractieparken in Europa.
Het recreatiecomplex werd op 12 april 1992 geopend als Euro Disney Resort. Destijds bestond alleen het eerste attractiepark, dat toen Euro Disneyland heette. In 1994 heette het complex kortstondig Euro Disneyland Paris. Later dat jaar kregen het complex en het attractiepark voor het eerst de naam Disneyland Paris. Op 16 maart 2002 werd de naam van het complex veranderd in Disneyland Resort Paris, tegelijk met de opening van het Walt Disney Studios Park, het tweede attractiepark van het complex. Het eerste park heet sindsdien Disneyland Park. Sinds 2009 is Disneyland Paris opnieuw de naam van het recreatiecomplex.

## Geschiedenis

### 1984-1992: Plannen en ontwikkeling
Al in de jaren 70 waren er plannen om een Disneypark in Europa te openen. Het in 1983 geopende Tokyo Disneyland bleek een succes en bewees dat de formule van de Disneyparken ook buiten Amerika werkt. Hierdoor groeiden de plannen voor het Europese park en halverwege de jaren 80 werd besloten om op zoek te gaan naar een goede locatie.

#### Zoektocht naar locatie
In 1984 werd een eerste selectie van 1200 locaties, waaronder een site in de buurt van Center Parcs De Vossemeren in Lommel (België), gemaakt. Het was onder meer Disney-CEO Michael Eisner die de Lommelse site bezocht. De selectie werd uiteindelijk teruggebracht naar vier locaties: twee in Spanje en twee in Frankrijk. De twee Spaanse locaties lagen beide dicht aan de Mediterraanse kust en hadden een vergelijkbaar klimaat met dat van de Amerikaanse Disneyparken. Een nadeel was dat men in die regio veel last heeft van de mistral.
De twee locaties in Frankrijk waren gelegen nabij Toulon en in Marne-la-Vallée, 32 km ten oosten van Parijs. De eerste viel af toen dikke lagen met grondgesteente in de bodem werden aangetroffen, wat het bouwen zou bemoeilijken. Zo werd uiteindelijk de locatie in Marne-la-Vallée uitgekozen. De centrale ligging in West-Europa en de nabijheid van de grote metropool Parijs speelde een belangrijke rol bij de keuze voor Marne-la-Vallée. Het resort is op 35 minuten gelegen van Parijs en is voor 17 miljoen potentiële bezoekers in minder dan 2 uur te bereiken (over de weg of per trein). Daarnaast is het voor nog eens 320 miljoen potentiële bezoekers bereikbaar in minder dan 2 uur per vliegtuig.

#### Overeenkomst
In december 1985 zetten Michael Eisner, destijds bestuursvoorzitter bij The Walt Disney Company, en Franse premier Laurent Fabius hun handtekening onder een eerste overeenkomst over het gebied in Marne-la-Vallée met een oppervlakte van 1943 hectare en een prijs van $ 5.000 (ongeveer € 4.500) per hectare. De lente daarop werden de meeste financiële overeenkomsten gesloten. Op 23 maart 1987 werd het officiële, vierhonderd pagina's tellende contract ondertekend door Eisner en de toenmalige Franse minister-president Chirac. In dat contract stond onder andere dat de Franse regering de infrastructuur rond het resort zou verbeteren, met een RER- en TGV-station en een verbinding met de A4. Daartegenover zou The Walt Disney Company zorgen voor veel werkgelegenheid, iets wat in de regio van het resort zeer welkom was. Bovendien moest het resort een Europees (en in het bijzonder een Frans) karakter krijgen. Dat deed men door attracties te bouwen rond Europese futuristen, zoals Leonardo da Vinci en Jules Verne. Ook werden het themapark en het kasteel hernoemd van Magic Kingdom-Europe en Sleeping Beauty Castle naar respectievelijk Parc Euro Disneyland en Le Château de la Belle au Bois Dormant. De themagebieden in het hoofdpark behielden wel hun Engelse namen.

#### Ontwikkeling en bouw
In 1988 werden er wereldwijd vijftien architecten uitgenodigd voor een wedstrijd. Zij moesten een plan maken voor het park en de hotels. Ze kregen de opdracht om een terrein te ontwerpen dat leek op de Europese beeldvorming van Amerika. Uiteindelijk bleven Michael Graves en Arata Isozaki over om Disney's Hotel New York te ontwerpen, Jean-Paul Viguier was er voor Hotel Cheyenne en Santa Fé werd ontworpen door Antoine Predock en Stanley Tigerman. Het uiteindelijke ontwerp kostte € 3,35 miljard, exclusief latere uitbreidingen.
Op 2 augustus 1988 werd begonnen met de bouw en in december 1990 ging het informatiecentrum Espace Euro Disney open, waar men kon zien wat de plannen waren en wat er gebouwd werd. In september 1991 ging het personeelscentrum open en begon men met de aanwerving van personeel. Reeds vanaf het begin waren er plannen voor een Disney-MGM Studios Paris-park, gebaseerd op het gelijknamige park in het Amerikaanse Walt Disney World Resort. Dat park zou in 1996 open moeten gaan, maar opende uiteindelijk pas in 2002. Het resort, dat in de beginjaren nog Euro Disney heette, werd officieel geopend op 12 april 1992.

#### Invloed op andere pretparken
Toen bekend werd dat Disney een park in Europa ging openen, zorgde dat voor heel wat ontwikkelingen op pretparkgebied. Veel parken pakten in de jaren voorafgaand aan de opening van Euro Disney of in het openingsjaar zelf uit met nieuwe attracties, soms gebaseerd op bekende Disney-attracties. In de omgeving van het toekomstige park werden zelfs complete parken uit de grond gestampt. Voorafgaand aan 1992 openden enkele andere parken in Frankrijk, zoals Big Bang Schtroumpf en Parc Astérix, alle in de hoop te kunnen profiteren van de belangstelling voor het nieuwe Disneyland in Marne-la-Vallée.
Eerder geopende Disneyparken
Voor Euro Disney werden er nog een aantal andere Disneyparken gebouwd, namelijk Disneyland in Californië (1955), Magic Kingdom in Walt Disney World Resort (Florida, 1971). In 1982 en in 1989 werden achtereenvolgens Epcot en Disney-MGM Studios geopend in hetzelfde resort. In de tussentijd opende het eerste Disney-park buiten de Verenigde Staten zijn poorten: het eerder genoemde Tokyo Disneyland (1983). Dit laatste park was een zelfstandige Japanse onderneming en onder Disney-licentie.

### 1992-2007: Masterplan voor Fase 1 en 2
In opdracht van Disney ontwikkelde Skidmore, Owings and Merrill (SOM) een masterplan om het oorspronkelijke idee nog groter te maken.
Het masterplan voor de tweede fase van Disneyland Resort Paris (oorspronkelijke naam van het plan was Euro Disney Master Plan) was gefocust op het ontwikkelen van themaparken en hotels en het creëren van commerciële en residentiële buurten binnen regio's van 1700 hectare. Het voorstel moest een oplossing bieden om productieve landbouwgrond en vijf Franse dorpen te integreren binnen de nieuwe ontwikkeling en om de input van lokale en regionale Franse overheden te coördineren. Een van de kritieke uitgangspunten bij het opstellen van het masterplan was het integreren van verplichtingen aan de Franse overheid, opgesteld in het oorspronkelijke ontwikkelingsplan. Met het masterplan wilde The Walt Disney Company een nieuwe structuur geven aan het vijftienjarige, gefaseerde infrastructurele en ontwikkelingsplan.
SOM's bijdrage aan dit masterplan bestond uit het ontwikkelen van een reeks alternatieven voor het faseren van de implementatie van het plan. Hiernaast evalueerde de firma de (waarschijnlijke) effecten en de kansen van de diverse gefaseerde plannen die ontwikkeld zijn voor de aangrenzende gebieden en het eerder geplande Fase I. Het Fase II-ontwerp specificeerde twee nieuwe themaparken, 20.000 hotelkamers, een conventiecentrum, 185.800 m² aan winkelcentra, 650.300 m² ruimte voor luxe kantoren en een additionele 650.300 m² voor bedrijfskantoren.
Het masterplan is in de ontwikkelde vorm nooit volledig uitgevoerd in de planning die The Walt Disney Company uiteindelijk heeft opgesteld voor het resort. De uiteindelijke planning werd intern opgesteld.

#### 1992-1997: Eerste jaren
Op 12 april 1992 werden naar traditie om 09.01 uur Euro Disney Resort en Euro Disneyland officieel geopend. Vooraf liepen de verwachtingen wat betreft bezoekersaantallen uiteen van 50.000 tot 500.000. Er werd dan ook een grote chaos verwacht op de wegen rond het park. Dat bleek echter ruim mee te vallen: het uiteindelijke bezoekersaantal werd geschat tussen de 20.000 en 50.000. Ondertussen werd het resort geteisterd door demonstranten. Voor, tijdens en ook na de opening werd er namelijk geprotesteerd tegen het resort door communisten en intellectuelen. Zo werd de CEO van Disney al eerder bekogeld. Tegenstanders vonden dat het Disneypark de Franse cultuur zou schaden. Demonstranten ondernamen actie door onder andere een belangrijk elektrisch circuit plat te leggen en de bewegwijzeringen te vernielen. Op 26 juni 1992 blokkeerden boze Franse boeren met 300 tractoren de op- en afritten van de snelweg naar het Disneyresort, als protest tegen de Amerikaanse vraag om in de landbouwsubsidies binnen de Europese Gemeenschap te snoeien.
Aan het eind van 1992 waren 8,4 miljoen bezoekers de poorten van het park gepasseerd (ter vergelijking, in datzelfde jaar bezochten bijna 6 miljoen mensen de Eiffeltoren). Enkele maanden later, toen het park één jaar oud was, stond de teller op 10,2 miljoen bezoekers. In het tweede jaar opende in het Euro Disneyland de attractie Indiana Jones et le Temple du Péril. Het was, na Big Thunder Mountain die al vanaf de opening van het resort aanwezig was in het park, de tweede achtbaan voor het park en het resort. De bezoekersaantallen stegen echter nog niet naar grote hoogten. In 1994 werd het TGV-station van Station Marne la Vallée-Chessy in gebruik genomen. Het regionale RER-netwerk had het station twee jaar eerder al in gebruik genomen. In oktober van dat jaar veranderde Euro Disney de naam in Disneyland Paris, omdat Euro Disney te veel gelinkt is met de munt euro.
Dankzij de bouw van een van de duurste attracties van het park, Space Mountain, in 1995, gingen de bezoekersaantallen spectaculair omhoog. Ondanks dit positieve nieuws werd het plan om in 1996 een Studios-park te openen op de lange baan geschoven. In 1997 bestond het resort vijf jaar, wat onder andere gevierd werd met een nieuwe parade. Tevens werd het uitgaansgebied "Festival Disney" hernoemd in Disney Village.

#### 2000-heden: Verdere uitbreidingen
In 2000 werd het FastPass-systeem geïntroduceerd in het park. Deze gratis service maakt het voor bezoekers mogelijk om een plaatsje in de wachtrij te "reserveren" en zo veel korter te wachten. Daarnaast reden de treintjes van Indiana Jones vanaf dit jaar hun rondjes achterwaarts. Deze beslissing werd vier jaar later echter weer teruggedraaid: sinds 27 november 2004 rijden de treintjes weer vooruit.
In 2002 werd het tweede themapark Walt Disney Studios Park geopend. De naam Disneyland Paris werd veranderd in Disneyland Resort Paris. Het nieuwe park draaide echter niet zo goed, mede door de recessie die inzette na de aanslagen op 11 september 2001. Het Walt Disney Studios Park was met zijn tien attracties ook niet echt dagvullend, waardoor de bezoekers wegbleven.
In september 2004 werd Disneyland Resort Paris voor de tweede keer in haar bestaan gered door een financieel herstructureringsplan. Een onderdeel van dit plan was vers kapitaal. Euro Disney S.C.A. bracht hiervoor 2,8 miljard aandelen (à € 0,09) uit, wat zorgde voor € 253,3 miljoen nieuwe inkomsten.
Euro Disney S.C.A. besliste dat een investering in het Walt Disney Studios Park het beste zou zijn. Uitbreiding van het park zou mogelijk leiden tot meer bezoekers en dus meer inkomsten. Plannen werden gemaakt voor een nieuw themagebied: Toon Studio, met attracties als Cars Quatre Roues Rallye, een openluchtattractie waarbij op de film Cars geïnspireerde auto's rondjes in een achtvormige beweging maken, en Crush's Coaster, een overdekte achtbaan met de film Finding Nemo als thema. In 2008 werd opnieuw geïnvesteerd en is de lang verwachte Hollywood Tower of Terror geopend. Deze attractie was reeds voorzien bij de bouw van het park.
In 2009 bleven de uitbreidingen voor het Walt Disney Studios Park voortgaan met de opening van de nieuwe attractie Playhouse Disney. Op 4 september 2010 werd Toy Story Playland geopend, een themagebied met drie attracties. Daarnaast is Captain EO sinds 12 juni 2010 terug in Discoveryland, en vervangt het de attractie Honey, I shrunk the audience.
Op 10 juli 2014 werd, in het Walt Disney Studios Park, de darkride Ratatouille: L'Aventure Totalement Toquée de Rémy geopend. Het was, met een kostprijs van ongeveer 200 miljoen euro, de duurste attractie van het park.
Voor de derde keer in 22 jaar tijd werd het resort van een faillissement gered. Op 6 oktober 2014 maakte The Walt Disney Company bekend dat het € 420 miljoen ter beschikking stelde aan Disneyland Paris en daarnaast € 600 miljoen aan schulden saneert. Na die herkapitalisatie moest er € 250 miljoen overblijven voor nieuwe investeringen.
In juni 2015 werd het renovatieplan van Disneyland Paris voorgesteld. De bedoeling daarvan is om een paar grote attracties van het resort weer helemaal in orde te hebben tegen 2017: het jaar waarin het park zijn 25e verjaardag viert. Volgende attracties in het Disneyland Park zullen volledig gerenoveerd worden: Space Mountain: Mission 2, Big Thunder Mountain, Videopolis, La Cabane des Robinson, It's a small world, Peter Pan's Flight, Star Tours en Pirates of the Caribbean. In het Walt Disney Studios Park waren Animagique en Studio Tram Tour: Behind the Magic geruime tijd gesloten.
In november 2015 sloot het gehele resort voor enkele dagen de deuren voor bezoekers in verband met de aanslagen in Parijs.
Sinds 20 juni 2017 is The Walt Disney Company de volledige eigenaar van Disneyland Paris en hield Euro Disney S.C.A na 25 jaar op te bestaan.
Omwille van de uitbraak van het coronavirus sloot het park vanaf 14 maart 2020 de deuren voor bezoekers. Het resort had geprobeerd om zo lang mogelijk open te blijven voor bezoekers door maatregelen te nemen zoals het niet door laten gaan van entertainment, een maximum aantal bezoekers in de wachtrij toe te laten en single-rider-wachtrijen te sluiten.
Op 27 februari 2018 heeft Bob Iger, CEO van de Walt Disney Company, een uitbreidingsplan aangekondigd voor de toekomst van Disneyland Paris. Het project van 2 miljard euro zal worden uitgevoerd in meerdere fasen waarbij drie nieuwe themagebieden worden toegevoegd aan de Walt Disney Studios gebaseerd op Frozen, Star Wars en Marvel samen met nieuwe attracties en amusement. Dit wordt een van de grootste ontwikkelingen van Disneyland Paris sinds de opening in 1992.

#### Avengers campus
Op 20 juli 2022 ging Avengers Campus open in het Walt Disney Studios Park. Dit nieuw gedeelte van het park omvat twee attracties Web Slingers: A Spider-Man Adventure en Avengers Assemble: Flight Force. Daarnaast is er ook veel animatie aanwezig in het teken van de Marvel films en zijn er twee restaurants die in het teken staan van Iron Man en Ant-Man namelijk "Stark factory" en "Pym's kitchen".

## Opzet
Het gehele Disneyland Paris is een complex van 19 km² en omvat themaparken, hotels, uitgaans- en winkelgelegenheden, een golfterrein, een RER- en TGV-station en meer.

### Themaparken

#### Disneyland Park
Disneyland Park is het grootste van de twee themaparken in het resort, zowel in grootte als in bezoekersaantallen. In oppervlakte is het bovendien het grootste Disneypark, gebaseerd op het originele park in Anaheim. Het park heeft een oppervlakte van ruim 404.000 m², een omtrek van ruim 2,5 km en bestaat uit vijf themagebieden ("lands"), die elk naar een ander thema zijn vormgegeven: Main Street USA, Frontierland, Adventureland, Fantasyland en Discoveryland.
Disneyland Park huisvest een groot aantal attracties. Enkele bekende voorbeelden zijn de achtbanen Big Thunder Mountain en Space Mountain (3 jaar na de opening geopend), het spookhuis Phantom Manor en de darkride Pirates of the Caribbean.

#### Walt Disney Studios Park
Op 16 maart 2002 werd een tweede park geopend: het Walt Disney Studios Park. In dit park, dat ruim 17 ha groot is en een omtrek heeft van ruim 2,3 km, staan de film en showbusiness centraal. Net als het Disneyland Park, bestaat het uit vier themagebieden, die hier "Studio Lots" worden genoemd: Front Lot, Toon Studio, Production Courtyard en Backlot.
Het attractieaanbod van het park is de afgelopen jaren vergroot, maar is nog altijd kleiner dan het aanbod van het buurpark. Een bekende attractie is de Rock 'n' Roller Coaster, een overdekte achtbaan met drie inversies waarbij de bezoekers in een videoclip van de band Aerosmith belanden. De Rock 'n' Roller Coaster werd in 2002 geopend, samen met het park. In 2019 werd naar buiten gebracht dat de achtbaan Rock 'n' Roller Coaster, een nieuw Iron Man thema zou krijgen. Op zondagavond 1 september 2019 maakte de Rock n Rollercoaster zijn laatste rit. In 2022 ging de attractie opnieuw open als Avengers Assemble: Flight Force. De layout van de achtbaan bleef ongewijzigd.
Armageddon - Les Effets Speciaux was van 16 maart 2002 tot en met 31 maart 2019 een speciale effectenshow in het Franse attractiepark Walt Disney Studios Park en stond in het themagebied Backlot. De show was gebaseerd op de film Armageddon uit 1998. De show bestond uit een voorshow, waarin een film werd gedraaid. Vervolgens werden bezoekers naar de hoofdshow geleid, waarin een show met behulp van speciale effecten werd gepresenteerd, waaronder nevel- en vuureffecten. De gehele show duurde 22 minuten en er was per show plaats voor maximaal 170 bezoekers. Deze attractie is inmiddels vervangen door  Spider-Man W.E.B. Adventure. De attractie in het Walt Disney Studios Park opende 20 juli 2022 voor bezoekers. In de dagen ervoor was de attractie al geopend voor personeel, genodigden en media. Aanvankelijk stond de opening van de versie in Frankrijk gepland voor 2021, maar deze is een jaar uitgesteld in verband met de coronapandemie. De darkride is vrijwel identiek aan de versie in Disney California Adventure Park. In de voorshow wordt alleen Frans gesproken. Dit wordt ondertitelt in het Engels.
Een andere grote attractie is de in december 2007 geopende The Twilight Zone Tower of Terror, waarbij bezoekers een gesimuleerde vrije val meemaken in een op hol geslagen hotellift. De achtbaan Crush's Coaster in het gebied Toon Studio werd eveneens in 2007 geopend en is gebaseerd op het personage Crush uit de animatiefilm Finding Nemo.
Sinds 2010 telt het park drie nieuwe attracties in Toy Story Playland: Toy Soldiers Parachute Drop, Slinky Dog Zigzag Spin en RC Racer. In de zomer van 2014 opende het park de dark ride Ratatouille: L’Aventure Totalement Toquée de Rémy. Die attractie was met een kostprijs van 200 miljoen euro de duurste attractie ooit voor Disneyland Paris.
Enkele andere grote en bekende attracties en shows in het Walt Disney Studios Park zijn Studio Tram Tour: Behind the Magic, Stitch Live! en de stuntshow Moteurs... Action! Stunt Show Spectacular.
Om plaats te maken voor toekomstige uitbreidingen werd 5 januari 2020 de attractie Studio Tram Tour: Behind the Magic gesloten. Het stationsgebouw aan het einde van de Hollywood Boulevard en de nagemaakt set van de film Reign of Fire werden afgebroken. De overgebleven delen, zoals catastrophe canyon, werden omgebouwd naar het thema rond de films van Cars. Het nieuwe stationsgebouw werd onderdeel van het themagebied Toon Studio. De nieuwe attractie opende voor bezoekers op 16 juni 2021 onder de naam: Cars Route 66 Road Trip. Een dag eerder konden genodigden zoals abonnementhouders al een rit maken in de attractie. Op 13 maart 2020 sloot de stunt show door de gevolgen van corrona. De show zou ook niet meer terugkomen. Inmiddels is bekend dat in het voorjaar van 2024 een nieuwe stuntshow op deze locatie wordt gehouden: Alice in Wonderland stuntshow.

### Hotels
Het resort telt zes Disney Hotels en twee Disney Nature Resorts. De hotels zijn samen goed voor 5800 kamers.

#### Disney Hotels

##### Disneyland Hotel
Het Disneyland Hotel (5 sterren) baadt in victoriaanse stijl en is gelegen nabij de ingang van het Disneyland Park. Het telt 496 kamers en 18 suites en is het enige Disney Hotel dat aan de ingang van een Disney Park gelegen is.

##### Disney's Hotel New York - The Art of Marvel
Hotel New York -The art of Marvel (4 sterren) heeft een art-deco-stijl. Inmiddels heeft het hotel meer dan 350 originele kunstwerken. Het exterieur is een modieuze skyline met een wolkenkrabber. Het hotel bestaat uit 565 kamers in totaal.

##### Disney's Newport Bay Club
Newport Bay Club (4 sterren) is afgeleid van de architectuur van New England met witte restaurants en hun speciale portieken en houtwerk. De naam komt van de kustplaats Newport. Naast het hotel bevindt zich een baai: Lake Disney en een kleine vuurtoren. Het is het grootste hotel van het resort en was bij de opening in 1992 het hotel met het grootste aantal kamers in West-Europa. Er zijn 1093 kamers.

##### Disney's Sequoia Lodge
Sequoia Lodge (3 sterren) heeft als thema de rustieke lodges van nationale parken uit het begin van de 20e eeuw. Het is gelegen tegenover Disney Village en aan de andere kant van Lake Disney. Het hotel heeft 1011 kamers, twee restaurants en een hotelbar.

##### Disney's Hotel Cheyenne
Hotel Cheyenne (3 sterren) heeft als thema het Wilde Westen en dat komt in het hotel tot uiting. Het hotel bestaat uit veertien aparte gebouwen die in totaal zo'n duizend kamers tellen.

##### Disney's Hotel Santa Fe
Hotel Santa Fe (2 sterren) is gelegen vlak bij Hotel Cheyenne en wordt omgeven door de rivier Rio Grande. In totaal zijn er duizend kamers.

#### Disney Nature Resorts

##### Disney's Davy Crockett Ranch
Davy Crockett Ranch heeft geen kamers, maar 595 zogenaamde bungalows, die door het bos verspreid staan. In de bungalows bevinden zich een kleine keuken, een woonkamer en twee slaapkamers.

##### Villages Nature Paris
Villages Nature Paris is een ecotoeristisch vakantiedorp ontwikkeld door Pierre & Vacances - Center Parcs en Euro Disney. Het is gelegen naast Disney's Davy Crockett Ranch.

### Partnerhotels
Naast de zeven officiële hotels zijn er ook nog partnerhotels, die niet onderhouden worden door Euro Disney S.C.A., maar wel gratis shuttlebusverbindingen hebben met het resort. Dit zijn er sinds oktober 2022 drie minder. De partnerhotels die overgebleven zijn, zijn de volgende: Hotel l'Elysée Val d'Europe, B&B Hotel, Adagio Marne-La-Valée Val d'Europe, Explorers Fabulous Hotels Group (voorheen Explorers Hotel), Campanile Val de France (voorheen Kyriad Hotel) en Staycity Aparthotels Paris.

### Disney Village
Disney Village is een uitgaans- en winkelgebied dat tegelijkertijd met het resort geopend werd. Disney Village is 30.000 m² groot en telt naast de vele winkels, restaurants en bars ook een Multiplex-bioscoop en enkele kleine attracties, zoals het uitzichtpunt PanoraMagique. Het gebied, dat opende onder de naam "Festival Disney", is gebaseerd op Downtown Disney, een uitgaansgebied in Walt Disney World in Orlando.
Disney Village is in het bezit van enkele records. Zo is het Frankrijks grootste amusementscomplex buiten Parijs. De McDonald's in dit uitgaansgebied is de grootste Franse vestiging. In het bioscopencomplex Gaumont Cinemas bevindt zich een van Europa's grootste IMAX-schermen.
In 2009 opende Starbucks zijn eerste Europese eco-friendly vestiging en in 2011 opende er een Earl of Sandwich vestiging, de eerste op het Europese vasteland. PanoraMagique is 's werelds grootste heliumgevulde vaste luchtballon, in dienst sinds 2005.
In 2012 opende de winkel World Of Disney. Dit is een van de grootste winkels van het resort.
In december 2016 opende de restaurantketen Vapiano de deuren in Disney Village en in maart 2017 opende restaurantketen Five Guys.

### Golf Disneyland
Euro Disney Golf of later Disneyland Golf is de oude naam van een groot golfcomplex, met in totaal 27 holes, verdeeld over drie banen nabij Disneyland Paris. Het golfcomplex is nog wel in eigendom van Disney, maar wordt tegenwoordig beheerd door UGOLF.

### Backstage
Op het complex is een groot aantal diensten voor alle onderdelen van het resort gevestigd. Dit wordt ook wel Backstage, Castmemberland of Les coulisses genoemd.
- Costume Department: opslagplaats kostuums (gelegen tussen de twee parken in, achter het Disneyland Hotel)
- Evenementencomplex (gelegen achter Star Tours)
- Hangar voor treinen van Disneyland Railroad (gelegen achter Indiana Jones et le Temple du Péril)
- Manege en stoeterij (gelegen achter The Chaparral Stage)
- Opslagplaats voor paradewagens (gelegen achter de attractie It's a Small World)
- Opslagplaats voor voedsel en merchandising
- Opslagplaats van 2250 m2 voor onder andere onderhoud van materiaal en decoratie
- Personeelsparking (gelegen achter Space Mountain: Mission 2)
- Plantsoenendienst (kassen gelegen achter de attractie It's a Small World)
- Trainingstraject voor stuntshow in Walt Disney Studios Park (gelegen achter Studio Tram Tour: Behind the Magic en naast showdecor)
- Twee landingsplaatsen voor helikopters (gelegen achter Star Tours en op de parkeerplaats van het gebouw Hercules in de backstage)

## Thema's
Regelmatig wordt Disneyland Paris in een thema gehuld. Naast de zogenaamde seizoenen (zomer, kerst, Halloween...) zijn er ook jaarthema's.

### Jaarthema's
- 2007 – 2008: 15e verjaardag
- 2009 – 2010: Mickey's Magical Party (4 april – maart)
- 2010 – 2011: New Generation Festival (14 april – maart)
- 2011 – 2012: Festival vol Magische Momenten (6 april – 31 maart)
- 2012 – 2013: 20e verjaardag (1 april – 30 september)
- 2017 – 2018: 25e verjaardag
- 2022 – 2023: 30e verjaardag
- 2024 - Disney's Symphony Of Colors.
- 2025 - Disney's Music Festival

### Huidige seizoenen (jaarlijks terugkerend)
- St David's Welsh Festival (eerste editie in 2008, in Disneyland Park)
- St Patrick's Day (eerste editie in 2006, in Disneyland Park)
- Disney's Halloween Festival (eerste editie in 1997, in Disneyland Park en Walt Disney Studios Park)
- Disney's Enchanted Christmas (eerste editie in 1992, in Disneyland Park en Walt Disney Studios Park)
- World Princess Week (eerste editie in 2021, in Disneyland Park)

### Vroegere seizoenen
- Mickey’s Not-So-Scary Halloween Party (2008, in Disneyland Park en Walt Disney Studios Park)
- Disney's Bonfire Spectacular (2006-2009, in Disney Village, sinds 2010 onder de naam Mickey's Magical Fireworks & Bonfire)
- Swing into Spring (eerste editie in 2013, in Disneyland Park)
- Frozen Summer Fun (eerste editie in 2015, in Disneyland Park)
- Disney's Magical Fireworks & Bonfire (eerste editie in 2010, in Disney Village)
- Season Of The Force (eerste editie in 2017, in het Walt Disney Studios Park)
- Disney Pirate or Princess: Make your choice! (eerste editie in 2018, in Disneyland Park)

## Aanvullende diensten

### Virtuele wachtrijen voor ontmoetingen
Voor de meest populaire ontmoetingen met Disney Figuren maakt het resort gebruik van een gratis virtuele wachtrij via de officiële Disneyland Paris-app. Bezoekers kunnen op specifieke tijdstippen gedurende de dag een tijdslot reserveren om personages zoals de Disney Prinsessen, Stitch, Olaf en verschillende Marvel-helden te ontmoeten, zonder fysiek in de rij te hoeven staan. Dit systeem is verplicht voor locaties als het Princess Pavilion, Meet Mickey Mouse, het Hero Training Center en Animation Celebration. De tijdslots komen op vaste momenten beschikbaar, meestal rond 09:45 en 14:00 uur, en zijn vaak binnen enkele minuten volledig volgeboekt. Het gebruik van de virtuele wachtrij biedt bezoekers een efficiëntere en meer georganiseerde manier om de Disney-figuren te ontmoeten, wat bijdraagt aan een aangenamere ervaring in het park.

### Disney PhotoPass+
Disneyland Paris biedt een betaalde fotografieservice genaamd Disney PhotoPass+. Op diverse locaties in de parken, waaronder bij populaire attracties zoals Big Thunder Mountain en The Twilight Zone Tower of Terror, evenals bij ontmoetingen met Disney Figuren, maken officiële fotografen foto's van de bezoekers. Deze foto's kunnen los digitaal of afgedrukt worden aangeschaft, of verzameld worden met de PhotoPass+, een pas die voor een vaste prijs van ongeveer €75 - €85 onbeperkt toegang geeft tot alle digitale foto's die gedurende een bepaalde periode zijn gemaakt. Bezoekers kunnen hun foto's eenvoudig online downloaden via hun persoonlijke account, waardoor ze hun herinneringen aan Disneyland Paris kunnen bewaren en delen. De PhotoPass+ is beschikbaar bij de meeste grote ontmoetingslocaties met Disney Figuren en populaire attracties in het park.

## Infrastructuur
Het station Marne la Vallée-Chessy biedt sinds 1994 een directe verbinding met verscheidene Franse en Europese steden via de TGV en is sinds 1996 ook bereikbaar vanuit Londen met de Eurostar, die in 2u12 tussen Station London St Pancras en station Marne la Vallée rijdt, met tussenstops in Ebbsfleet en Ashford. Vanuit Nederland vertrekken er een drietal directe treinen per dag naar het station. De TGV vanuit Brussel doet er 1u29 over om het station te bereiken. Parijs en de omliggende dorpen worden door de RER A verbonden met het resort. Met deze RER-lijn is de reistijd 35 minuten om vanuit Parijs het complex te bereiken.
Verder is er een directe busverbinding met de twee internationale luchthavens van Parijs (Charles De Gaulle International Airport en Orly Airport). Tot slot ligt het resort aan de A4 wat het complex ook met de auto goed bereikbaar maakt.

## Toegang en tickets

### Jaarpassen (Disneyland Pass)
Sinds 2023 biedt Disneyland Paris een jaarpasprogramma onder de naam Disneyland Pass. Deze passen geven, na verplichte online reservering, toegang tot de parken gedurende een heel jaar. Er zijn drie verschillende niveaus beschikbaar:
- Disneyland Pass Bronze: Geeft toegang op 170 dagen per jaar, voornamelijk buiten weekenden en schoolvakanties.
- Disneyland Pass Silver: Geeft toegang op 300 dagen per jaar, met uitzondering van de drukste periodes. Biedt 10% korting in winkels en restaurants.
- Disneyland Pass Gold: Geeft 365 dagen per jaar toegang, biedt 15% korting, en omvat extra voordelen zoals een gratis jaarlijkse PhotoPass+ en Extra Magic Time.[22]

## Economie

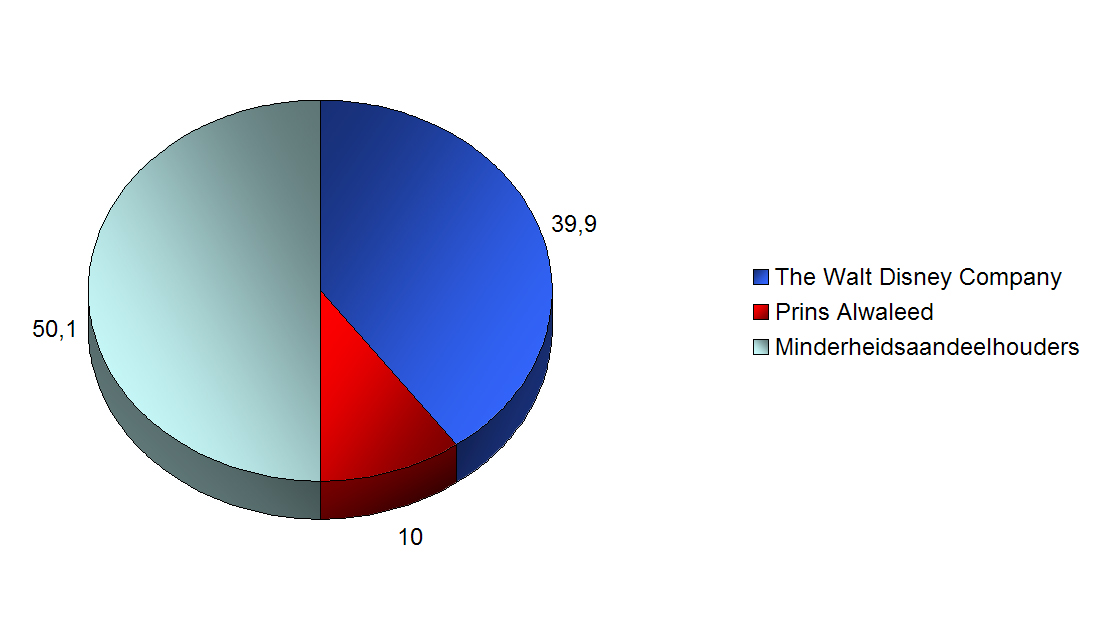
Aandelenverhoudingen van Euro Disney S.C.A.

### Beheer
Het beheer van Disneyland Paris was tot 2017 in handen van Euro Disney S.C.A. In 1989 trad het bedrijf toe tot de Europese beurzen van Parijs, Brussel en Londen. De aandelen van Euro Disney S.C.A. waren als volgt verdeeld:
- The Walt Disney Company: 39,8% (via Euro Disneyland Holding Company (EDL), dat voor 99,9% in het bezit is van TWDC)
- Saoedische prins Al-Waleed bin Talal al-Saoed: 10,0% (via Kingdom 5-KR-135 Limited, een fonds dat het vermogen van de Saoedische koninklijke familie beheert)
- Minderheidsaandeelhouders: 50,2%

Op 19 juni 2017 werd Euro Disney S.C.A. van de beurs gehaald en kwam het bedrijf volledig in handen van The Walt Disney Company.

### Bezoekersaantallen
Hoewel het Disney-management wist dat de themaparken in Europa minder goed liepen dan de parken in de Verenigde Staten, rekende het bestuur in het eerste jaar op om en nabij elf miljoen bezoekers. Precies één jaar na de opening hadden echter "slechts" 10,2 miljoen bezoekers het park bezocht.
De bezoekersaantallen verbeterden in de daaropvolgende jaren niet, maar zakten nog verder. De ommekeer volgde in 1995 met de opening van de overdekte achtbaan Space Mountain – De la Terre à la Lune (later omgedoopt tot Space Mountain: Mission 2). In één jaar tijd stegen de bezoekersaantallen met circa 2 miljoen, een stijging van ruim 20%. Op 10 januari 2001 bezocht de 100 miljoenste bezoeker het park. Ruim zeven en een half jaar later, op 12 augustus 2008 verwelkomde het park haar 200 miljoenste bezoeker.
In de daaropvolgende jaren stegen de bezoekersaantallen. In 2009 kwamen er 15,4 miljoen bezoekers naar het park. In 2010 verwachtte men, met het New Generation Festival, dat de bezoekersaantallen opnieuw rond de 15 miljoen bezoekers zouden uitkomen. Dat werd nét gehaald. In 2011 kreeg Disneyland 15,6 miljoen bezoekers over de vloer. Het seizoen 2012, waarin de 20e verjaardag werd gevierd, was het beste jaar ooit met 16 miljoen bezoekers. In 2013 ontstond de eerst dip sinds een paar jaar met ‘maar’ 14,9 miljoen bezoekers. Het was een jaar waarin het park nauwelijks nieuwigheden presenteerde. Ook de crisis heeft hieraan een bijdrage geleverd. Het bezoekersaantal daalde in 2014 verder naar 14,2 miljoen maar steeg in 2015 opnieuw naar 14,8 miljoen.
Meer dan de helft van de bezoekers (56%) is overigens van niet-Franse afkomst. 14% van de bezoekers komt uit de Benelux, waarvan 7% uit Nederland. Voor de rest komen er veel bezoekers uit Duitsland (6,7%), Spanje (7,3%) en het VK (15,7%).
Hieronder een overzicht van de ontwikkeling van de bezoekersaantallen van Disneyland Paris (in miljoenen).
* In 1992, het eerste jaar, was het resort niet het hele jaar geopend, omdat de opening pas op 12 april van dat jaar plaatsvond.
! In de periode 2019 tot en met 2021 zijn de bezoekersaantallen aanzienlijk lager ten gevolge van de beperkingen rondom de COVID-pandemie.

### Sluitingsdagen
De themaparken zijn elke dag geopend, maar kenden in 23 jaar vier sluitingsperiodes:
- Op 27 december 1999 was het resort door een storm van de dag ervoor een halve dag gesloten.
- Van 14 tot en met 17 november 2015 vanwege de aanslagen die op 13 november 2015 plaatsvonden in Parijs.
- Op 13 maart 2020 werd ook bekendgemaakt dat het park gesloten zou worden vanaf 16 maart tot minstens het einde van die maand. Dit omtrent de uitbraak van COVID-19 in Europa. Uiteindelijk werd op de ochtend van zaterdag 14 maart bekend dat de parken reeds die dag gesloten zouden blijven. De hotels volgden enkele dagen later. De sluiting duurde uiteindelijk vier maanden. Op 22 juni 2020 werd door Natacha Rafalski, President van Disneyland Paris, aangekondigd dat de gefaseerde heropening zou plaatsvinden vanaf 15 juli 2020, te beginnen met het Disneyland Park, Walt Disney Studios Park, Disney's Newport Bay Club Hotel en Disney Village. Disneyland Paris kondigde die dag tevens aan dat dat diverse overige hotels gefaseerd zouden heropenen, waaronder Disney's Hotel Cheyenne op 20 juli, Disney's Hotel Santa Fe op 3 augustus en het Disneyland Hotel op 7 september. Disney's Sequoia Lodge Hotel en Disney's Davy Crocket Ranch blijven gesloten tijdens de zomer en de heropeningsdata zullen op een later tijdstip worden aangekondigd. Tevens werden diverse nieuwe maatregelen aangekondigd, waaronder het limiteren van de aanwezigheid van bezoekers, door het vereisen van een reservatie voor het bezoeken van het park met een Jaarpas of ongedateerd ticket, om de verzameling aan gasten in de parken onder controle te houden en de fysieke afstand te kunnen waarborgen.
- Op 30 oktober 2020 begon een nieuwe sluitingsperiode door de tweede lockdown die werd afgekondigd vanwege de uitbraak van COVID-19.

### Ticketprijzen
In mei 2015 ontstond er controverse over de prijzen die Disneyland Paris hanteert. Een ticket voor het resort zou voor Belgen en Fransen goedkoper zijn dan voor bijvoorbeeld Nederlanders en Duitsers. Een woordvoerder van het park zei toen dat ‘er geen EU-landen zijn die systematisch meer moeten betalen’. Disneyland Paris zegt dat het komt doordat er in Frankrijk meer aanbiedingen zijn dan in Europa, Disney heeft beloofd om meer aanbiedingen beschikbaar te stellen in Europa. Belgisch Europarlementslid Marc Tarabella onderzocht de prijzen en stelde prijsdiscriminatie vast. Eind juli 2015 kondigde de Europese Commissie een onderzoek aan na enkele klachten van Britten, Duitsers en Italianen over de klacht dat zij meer moeten betalen dan Fransen en niet konden deelnemen aan een bepaalde promotie.

### Personeel
Disneyland Paris telt meer dan 16.200 werknemers, maar zorgt in totaal voor ongeveer 63.000 banen binnen en buiten het resort. Hierbij kan gedacht worden aan hotels in de omgeving en dergelijke.
In tegenstelling tot de Amerikaanse parken, waar men het vooral moest hebben van seizoens- en tijdelijke werknemers, ging Disney in Europa vooral op zoek naar vaste werkkrachten. Niet alleen in Parijs, maar ook in Londen, Amsterdam en Frankfurt werden sollicitatiekantoren opgezet. Om de werknemers op te leiden, werd de Disney University opgezet. Uiteindelijk hadden zich in november 1992 ongeveer 25.000 mensen gemeld.
De gedragscode die Disney voor haar werknemers heeft opgesteld is uitgebreid. Zo zijn er regels opgesteld omtrent make-up, tatoeages, gezichtshaar en sieraden.

## Naamsveranderingen
Het resort werd geopend als Euro Disney met als enige park Euro Disneyland, het huidige Disneyland Park. Op 1 oktober 1994 werd de officiële naam van het resort en het park veranderd in Disneyland Paris. Op 16 maart 2002 opende het tweede park van het resort, het Walt Disney Studios Park. Hiermee veranderde ook de naam van het resort in Disneyland Resort Paris. In mei 2009 werd besloten dat de benaming 'Resort' weer zal verdwijnen, daarom is de naam van het resort sinds september 2009 weer Disneyland Paris.
Als Amerikanen, wordt verondersteld dat het woord 'Euro' de betekenis 'betoverend' of 'opwindend' had. Voor Europeanen bleek het een term die zij associeerden met zaken, valuta en handel. Het park hernoemen naar 'Disneyland Paris' was een manier om het te identificeren met een van de meest romantische en opwindende steden ter wereld.— Michael Eisner, voormalig bestuursvoorzitter van Disney
|                       | 1992                      | 1993                      | 1994                      | 1995                      | 1996                      | 1997                      | 1998                      | 1999                      | 2000                      | 2001                     | 2002                     | 2003                     | 2004                     | 2005                     | 2006                     | 2007                     | 2008                     | 2009                     | 2010                     | 2011                     | 2012                     | 2013                     | 2014                     | 2015                     | 2016                     | 2017                     | 2018                     | 2019                     | 2020                     | 2021                     | 2022                     | 2023                     |
| --------------------- | ------------------------- | ------------------------- | ------------------------- | ------------------------- | ------------------------- | ------------------------- | ------------------------- | ------------------------- | ------------------------- | ------------------------ | ------------------------ | ------------------------ | ------------------------ | ------------------------ | ------------------------ | ------------------------ | ------------------------ | ------------------------ | ------------------------ | ------------------------ | ------------------------ | ------------------------ | ------------------------ | ------------------------ | ------------------------ | ------------------------ | ------------------------ | ------------------------ | ------------------------ | ------------------------ | ------------------------ | ------------------------ |
| Resort                | Euro Disney Resort        | Euro Disney Resort        | Euro Disneyland Paris     | Disneyland Paris          | Disneyland Paris          | Disneyland Paris          | Disneyland Paris          | Disneyland Paris          | Disneyland Paris          | Disneyland Paris         | Disneyland Resort Paris  | Disneyland Resort Paris  | Disneyland Resort Paris  | Disneyland Resort Paris  | Disneyland Resort Paris  | Disneyland Resort Paris  | Disneyland Resort Paris  | Disneyland Paris         | Disneyland Paris         | Disneyland Paris         | Disneyland Paris         | Disneyland Paris         | Disneyland Paris         | Disneyland Paris         | Disneyland Paris         | Disneyland Paris         | Disneyland Paris         | Disneyland Paris         | Disneyland Paris         | Disneyland Paris         | Disneyland Paris         | Disneyland Paris         |
| Eerste park           | Euro Disneyland           | Euro Disneyland           | Euro Disneyland Paris     | Disneyland Paris          | Disneyland Paris          | Disneyland Paris          | Disneyland Paris          | Disneyland Paris          | Disneyland Paris          | Disneyland Paris         | Disneyland Park          | Disneyland Park          | Disneyland Park          | Disneyland Park          | Disneyland Park          | Disneyland Park          | Disneyland Park          | Disneyland Park          | Disneyland Park          | Disneyland Park          | Disneyland Park          | Disneyland Park          | Disneyland Park          | Disneyland Park          | Disneyland Park          | Disneyland Park          | Disneyland Park          | Disneyland Park          | Disneyland Park          | Disneyland Park          | Disneyland Park          | Disneyland Park          |
| Tweede park           | Disney MGM Studios Europe | Disney MGM Studios Europe | Disney MGM Studios Europe | Disney MGM Studios Europe | Disney MGM Studios Europe | Disney MGM Studios Europe | Disney MGM Studios Europe | Walt Disney Studios Paris | Walt Disney Studios Paris | Walt Disney Studios Park | Walt Disney Studios Park | Walt Disney Studios Park | Walt Disney Studios Park | Walt Disney Studios Park | Walt Disney Studios Park | Walt Disney Studios Park | Walt Disney Studios Park | Walt Disney Studios Park | Walt Disney Studios Park | Walt Disney Studios Park | Walt Disney Studios Park | Walt Disney Studios Park | Walt Disney Studios Park | Walt Disney Studios Park | Walt Disney Studios Park | Walt Disney Studios Park | Walt Disney Studios Park | Walt Disney Studios Park | Walt Disney Studios Park | Walt Disney Studios Park | Walt Disney Studios Park | Walt Disney Studios Park |
| Entertainment- gebied | Festival Disney           | Festival Disney           | Festival Disney           | Festival Disney           | Festival Disney           | Disney Village            | Disney Village            | Disney Village            | Disney Village            | Disney Village           | Disney Village           | Disney Village           | Disney Village           | Disney Village           | Disney Village           | Disney Village           | Disney Village           | Disney Village           | Disney Village           | Disney Village           | Disney Village           | Disney Village           | Disney Village           | Disney Village           | Disney Village           | Disney Village           | Disney Village           | Disney Village           | Disney Village           | Disney Village           | Disney Village           | Disney Village           |

1. 1 2  Tot en met mei 1994
2. ↑  Van juni tot en met september 1994
3. ↑  Van oktober 1994 tot en met februari 2002
4. 1 2 3  Sinds maart 2002
5. ↑  Sinds september 2009

## Incidenten
De term incidenten refereert aan grootschalige ongelukken, het vallen van gewonden of doden, of andere noemenswaardige gebeurtenissen.

### Videoschandaal
In oktober 2006 plaatste iemand een filmpje op internet, waarbij werknemers in outfits van Goofy, Mickey Mouse, Minnie Mouse backstage een zogenaamde "mouse orgy" hielden. Disney gaf later een verklaring, waarin ze stelden dat er actie ondernomen is tegen de castleden.

### Loopbanden
Op 23 maart 2019 was er een incident veroorzaakt door harde knallen. Hierdoor is een grote groep mensen in paniek over het terrein gaan rondrennen, waardoor nog meer paniek ontstond. Aanvankelijk werd aan terrorisme gedacht, aangezien het realtief kort na de aanslagen in Parijs plaatsvond. Het bleek bleek achteraf echter te gaan om de Moving Sidewalks vanaf de parkeerplaats naar Disney Village: een van de banden heeft waarschijnlijk kortsluiting gehad en dit veroorzaakte "harde mechanische knallen".
Het Walt Disney Studios Park, Disney Village en het Disneyland park zijn in "lockdown" gegaan en door militairen is een vooropgestelde procedure uitgevoerd. Enkele mensen zijn lichtgewond geraakt. Disney heeft de loopbanden uit voorzorg buiten gebruik genomen en afgezet. De banden zijn na uitgebreide controle en onderzoek weer in gebruik genomen.